# Leerhafe
Leerhafe is een dorp in de Duitse deelstaat Nedersaksen. Het ligt ten zuiden van de hoofdplaats Wittmund in een coulisselandschap, bestaande uit door houtwallen omgeven weilanden. Aan de zuid- en oostgrens van Leerhafe is enig bos aanwezig.
Het dorp was tot 1972 een zelfstandige gemeente. In dat jaar werd het onderdeel van de stad Wittmund. Middelpunt van het dorp is de Cecilia- en Margarethakerk uit de zestiende eeuw. De op een Warft gelegen kerk heeft meerdere voorgangers gehad.
Leerhafe bestaat uit 16 dorpen, gehuchten en boerenplaatsen. De grootste hiervan (meer dan 100 inwoners) zijn cursief gedrukt vermeld:
- Burmönken, op de plaats van een voormalige commanderij van de Johannieter Orde
- Collrungermoor
- Gut Hundert Diemat
- Hascheburg
- Irmenhof
- Isums, ten noorden van het hoofddorp
- Kirmeer
- Leerhafe-dorp
- Möns
- Müggenkrug
- Ovelgönne
- Rispel, ten zuiden van het hoofddorp, en aan de noordrand van een bos met de naam Knyphauser Wald
- Rispelerhellmt
- Schnapp
- Schultenhausen
- Tjüchen.